# Ужас в музее
«Ужас в музе́е» (англ. The Horror in the Museum) — рассказ американского писателя Говарда Филлипса Лавкрафта, написанный в соавторстве с Хейзел Хелд в октябре 1932 года. Впервые опубликованный в июльском выпуске «Weird Tales» 1933 года. Это один из пяти рассказов, которые Лавкрафт писал в сотрудничестве с Хелд. Рассказ вошел в сборник «Ужас в музее и другие рассказы».

## Сюжет
Художник Стивен Джонс посещает музей Джорджа Роджерса на Саутварк-стрит в Лондоне. На выставке представлены картины кошмарных сновидений, далеких планет и чучела существ из мифов: горгоны, химеры, драконы, циклопы; а другие происходили из цикла подземных легенд: Ктулху, Тсатхоггуа, Чаугнар Фаугн. Роджерс уверяет, что проник в Иные миры, где обитают неизведанные существа, чьими создателями были не люди. Все они настоящие. Джонс часто слушал дикие истории Роджерса об экспедициях в Тибет, Африку, Амазонку, Аравийскую пустыню, неизвестные острова Тихого океана и Аляску. Роджерс уверяет что совершил открытие, которое он скоро покажет.

Джонс заметил в кабинете Роджерса дверь, запертую на громадный замок, над которой был изображен магический символ из запретной Старшей магии (англ. Elder magic). Потом он услышал собачий вой из подсобки музея, но Орабома, смотритель музея, не пустил Джонса туда. В другой день Роджерс рассказал про экспедицию в Индокитай, где обитали жуткие существа Чо-чо или Тхо-Тхо (англ. Tcho-Tcho). В экспедиции на Аляску они шли от Форта Мортона вверх по реке Ноатак и обнаружили циклопические руины возрастом более трех миллионов лет. Они сделали фотоснимки ледяных холмов, а из подземного озера они достали тело неизвестного существа, некого Продолговатого пловца во тьме (англ. Oblong swimmer in darkness), — «Они» обитали на севере, задолго до существования страны Ломар и о них слагают легенды эскимосы. Исследователи откопали проход в подземелья, где хранились Знания Древних (англ Elder Lore) и останки других людей, странной формы, обитавших там много лет назад, когда климат был теплее. В этом подземелье стоял трон из слоновой кости, о котором говорится в «Пнакотических рукописях», а на троне сидело существо, о котором говорится в легендах: «"Ему" нужно принести жертву», но исследователи не захотели будить «Его». Ученые вызвали на помощь группу американцев, которые помогли доставить контейнер из Нома в Лондон. Только теперь Роджерс совершил ритуал жертвоприношения и показал труп собаки, чьё тело было испещрено тысячью укусов. Роджерс показал фотографию Ран-Тегота и сказал, что теперь он требует новых жертв:
"Он — Бог, а я — Верховный Жрец в Его новой жреческой иерархии". "Иа! Шуб-Ниггурат! Всемогущий Козёл с Легионом Младых! Оно нуждалось в питании — и Оно больше не будет иметь в нём недостатка. Воскрешение состоялось. Жертвы были принесены и приняты! Грядёт Его земное владычество!".

Джонс настроен скептически. Роджерс предлагает пари, что Джонс не сможет провести ночь в музее перед чучелом Ран-Тегота и Гнопх-Кеха. Джонс не верит ему и соглашается. Ночью Джонсу стало страшно, ему мерещится Йог-Сотот, а затем на него набросился другой монстр — Шамблер. Джонс потерял сознание, а очнувшись увидел, что некто  тащит его по полу. Джонс понял, что это был костюм монстра, внутри которого был Роджерс: 
"Олух! — вопил он — Отродье Норт-Йидика (англ. Noth-Yidik) и испарение К'тхуна (англ. K’thun)! Пёс воющий в водовороте Азатота!".

"Я! Я! Возмездие близко!". "Уза-и’эй! — выл безумный. — И’каа хаа — бхо-ии, Ран-Тегот-Ктулху фхтагн — Эй! Эй! Эй! Эй! — Ран-Тегот, Ран-Тегот, Ран-Тегот!".
Роджерс собирался принести Джонса в жертву, а затем превратить его труп в восковую фигуру, но тут его прервал иной звук. Внезапно послышалось сопение и урчание настоящего чудовища. Роджерс все время скрывал «Его» в бассейне подвала. Из двери выпала доска и показалась черная лапа с клешнёй, как у краба. Джонс в ужасе выбежал прочь из музея. Через две недели он вернулся. Орабона сказал, что Роджерс уехал по делам в Америку. Накануне в музее был погром и ему пришлось восстанавливать восковые фигуры. Орабона залил воском новый выдающийся экспонат и назвал его «Жертвоприношение Ран-Теготу».
Внушающее неизъяснимый ужас чудовище — огромное, высотой в десять футов — несмотря на неуклюжую, как бы в полуприседе, позу, выражало безграничную, нездешнюю, космическую злонамеренность и было представлено в грозном движении вперед, с циклопического трона из слоновой кости, украшенного гротескными резными изображениями. Шестиногое, оно в средней паре конечностей держало смятое в лепешку, искаженное, обескровленное мёртвое тело, испещрённое бесконечным множеством мелких, подобных укусу, точек, местами обожжённое едкой кислотой. Шарообразное тело — пузырчатое подобие головы — три рыбьих глаза — бесконечное множество растущих, как волосы из тела, змеевидных присосков — шесть гибких конечностей с чёрными когтями, а также клешнями, как у краба. В нём узнавалось лицо Роджерса...

## Персонажи
- Стивен Джонс (англ. Stephen Jones) — художник, слывший знатоком всего причудливого в искусстве. Любопытный авантюрный, смелый, любит споры. Жил в доме на Портленд-Плейс (англ. Portland Place) в Лондоне.
- Джордж Роджерс (англ. George Rogers) — художник и владелец музея, высокий, худощавый, с большими чёрными глазами, пылающими с каким-то вызовом на бледном щетинистом лице; едва ли знала гребень его шевелюра. Обладал голосом необычной глубины и звучности, словно, таящим в себе некую приглушённую до времени энергию, граничащую с лихорадочно-истерическим состоянием. Многие считали его маньяком. Работал у мадам Тюссо, но нечто приключилось, после чего он уволился. Ходили слухи о его умственном нездоровье, склонности к нечестивым делам, причастности к тайному культу. Увлекался тератологией и иконографией ночных кошмаров, обладал фантазией Сайма и Дорэ, соединённой с мастерством Блачки. Жил в большом мрачном доме на Уолворт-роад (англ. Walworth Road,) в Лондоне.

- Орабона (англ. Orabona) — смотритель музея, смуглый чужеземец, дерзкий малый. У него ехидный взгляд, смотрел на людей с подавленной усмешкой. Его тёмное, гладкое лицо светилось насмешливой улыбкой, а в глазах было недружелюбие. Жил в отдельной квартире, в доме Роджерса.
- Гнопх-Кехи (англ. Gnoph-keh) — поросшее шерстью существо из Гренландии, передвигалось на двух, четырёх или шести ногах. Гнопх-Кехи появляются в рассказе «Полярная звезда».
- Чо-Чо (англ. Tcho-Tcho) — жуткие существа обитавшие в Азии. Описаны в повести «За гранью времён»
- Шамблер или Межпространственный бродяга (англ. Dimensional Shambler) — монстр из Иного измерения. Материализуется из другого измерения и, вероятно, является нематериальным на ощупь, — его нельзя коснуться. Шамблеры могут быть призваны определёнными заклинаниями. Они охотятся на жертву, используя гипноз и могут открыть портал в своё родное измерение, где адски жарко и течёт магма. Роджерс обнаружил его в экспедиции на Аляску и сделал костюм. Кларк Эштон Смит описал аналогичных существ в рассказе «Охотники из преисподней» (1931), как бледно-серых существ, похожих на собак и обезьян. Роберт Блох позже напишет рассказ «Звёздный Шамлбер» (1935).

Гигантское чёрное существо — полуобезьяна, полунасекомое. Шкура его складками покрывала тело, а морщинистая, с мёртвыми глазами, голова-рудимент раскачивалась, как у пьяного, из стороны в сторону. Передние лапы с широко раздвинутыми когтями были протянуты вперед, а туловище напряжено в убийственно злонамеренной готовности в резком контрасте с полнейшим отсутствием какого-либо выражения на том, что можно было бы назвать лицом существа. У него плотная, серая, похожая на мумию, кожа. Голова похожа на полуобезьяну и полунасекомое с кривыми клыками. У него длинные руки с огромными когтями. Его глаза утоплены в глубоких отверстиях глазниц, похожих на желтые щели.

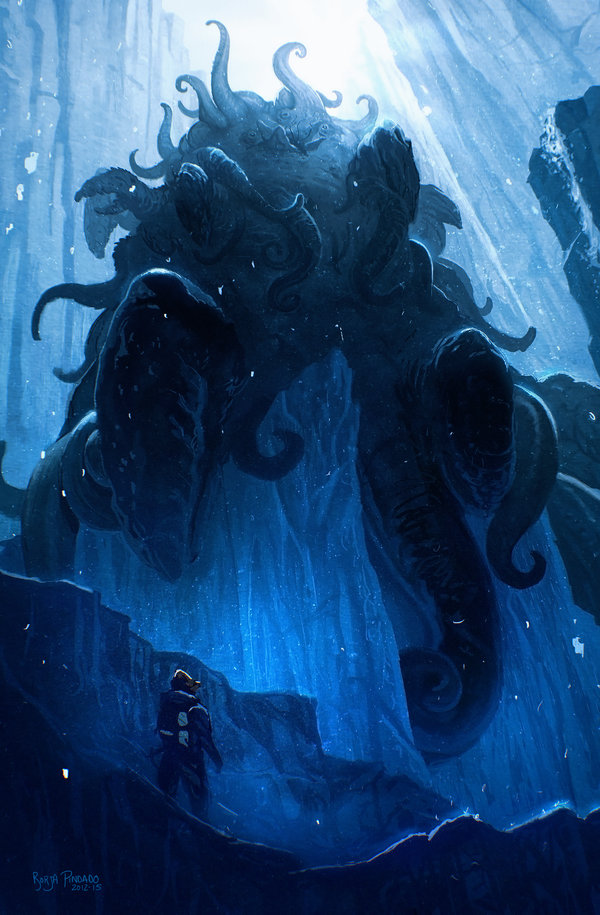
Ран-Тегот на троне в Аляске. Работа Борха Пиндад

### Древние боги

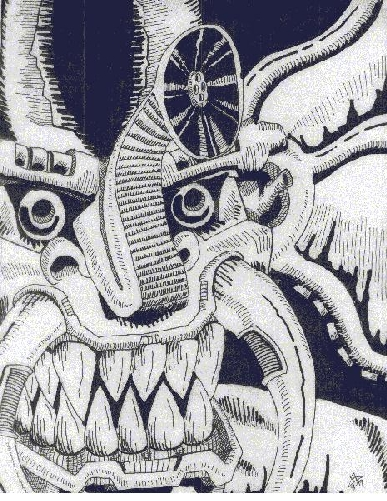
Чаугнар Фаугн из рассказа «Ужас с холмов» Ф. Б. Лонга

- Ктулху (англ. Cthulhu) — владыка миров, спящий на дне Тихого океана, разными частями тела подобен осьминогу, дракону и карикатуре на человеческий облик.
- Йог-Сотот (англ. Yog-Sothoth) — всезнающее божество, обитающее вне нашего мира, вне пространства и времени, ему ведомо прошлое, настоящее и будущее. В этом рассказе описан, как «Cкопление радужных шаров, но колоссальное в своей зловещей многозначительности».
- Тсатхоггуа (англ. Tsathoggua) — жуткое темное богоподобное существо из бездны, его называют Спящий в Н'кай.
- Шуб-Ниггурат (англ. Shub-Niggurath) — божество, которому поклоняются ведьмы и колдуны.
- Азатот (англ. Azathoth) — центральное божество в космическом хаосе.
- Ран-Тегот (англ. Rhan-Tegoth) — его черты напоминали высших позвоночных животных нашей планеты, оно было не из нашей галактики, а с планеты Юггот. Появляется в рассказе «Возвращение Ран-Тегота»  (1998) Лоуренса Дж. Корнфорда..Размером выше человека с почти шарообразным туловищем и шестью длинными извилистыми конечностями, оканчивающимися клешнями, как у краба. Над массивным телом, выдаваясь вперед, громоздилась голова, похожая на шар: три тупо взирающих рыбьих глаза, ряд гибких на вид хоботков, длинной в фут; раздувшиеся образования по бокам, походие на жабры. Большая часть туловища была покрыта тем, что с первого взгляда казалось мехом, но при ближайшем рассмотрении оказывалось порослью темных, гибких щупалец или присосков, каждое из которых оканчивалось гадючьим зевом. На голове и под хоботками щупальца были длиннее, толще и отмечены спиральными полосками, имеющими сходство с пресловутыми змеевидными локонами Медузы Горгоны. Три выпученных глаза и эти косо поставленные хоботки — являют смесь ненависти, алчности и крайней жестокости, непостижимую для человека.
- Чаугнар Фаугн (англ. Chaugnar Faug) — слоноподобный гуманоид-вампир, сочетающий черты осьминога, рептилии и человека, объединив их самым отвратительным образом. Его длинный гибкий хоботок заканчивается присоской с дискообразным ртом, похожим на миногу, которым он высасывает кровь своих жертв. Прибыл на Землю из Иного измерения миллионы лет назад и, возможно, тогда имел иную форму. Появляется в повести «Ужас с холмов» (1931) Френка Белнэпа Лонга.
- Норт-Йидик (англ. Noth-Yidik) — существо или божество. Упоминается только в этом рассказе.
- К'тхун (англ. K’thun) — существо или божество. Упоминается только в этом рассказе.

## Вдохновение
Лавкрафт упоминает художников, которые создавали жуткие картины: Ландрю, доктор Криппен, мадам Демер, Риццо, леди Джейн Грэй, Жиль де Ре, Маркиз де Сад, Сайм, Дорэ, Блачки. 
В рассказе упоминается Кларк Эштон Смит, писатель и друг Лавкрафта.
Роджерс хвастается путешествием в разрушенный город в Индо-Китае, где жили Чо-Чо — это отсылка к уничтожению города Алаозар в рассказе Дерлета «Логово звёздного отродья» (1931) .

## «Мифы Ктулху»
В рассказе «Ужас в музее» повторяются мифы из рассказа «Зов Ктулху»: пришедшие со звезд Древние боги (англ. Elder gods), неевклидовая геометрия, Р'льех и прочее. Рассказ во многом похож на «Модель для Пикмана»: Рождерс подобно Пикману испытывал тягу к экспонатов монстрам, он открыл в себе способности сновидца и путешествовать в Иные миры, а в начале звучит вой собаки из подземелья. Роджерс посещал мифический город расы рептилий из рассказа «Безымянный город», в котором описана связь Страны снов и нашего мира. О цикла подземных легенд говорится в повести «Курган». Древние и Старцы описаны в повести «Хребты Безумия» — это их продолговатые тела нашел Роджерс в подземном озере на Аляске. В рассказе «Полярная звезда» описаны существа обитающие в королевстве Ломар. Трон, вырезанный из слоновой кости описан в рассказе «Карающий Рок над Сарнатом». В рассказах «Ужас в Ред-Хуке» и «Локон Медузы» ведьмы восседают на троне на шабаше.

## Запретные книги
- «Некрономикон»
- «Книга Эйбона»
- «Сокровенные культы» фон Юнцта
- «Песнопения Дхол»
- «Пнакотические рукописи»

## Связь с другими произведениями
В рассказе «Модель для Пикмана» описана жуткая галерея художника Пикмана, где он представил ужасающие модели существ из Иного мира.
В повести «Хребты Безумия» экспедиция нашла древний город в Антарктике, где жили Старцы и другие расы существ.
В рассказе «Вне времени» описан музей Кэбот на Бичер-Хилл в Бостоне, где выставили странную мумию, которую подняли с острова, что поднялся на время со дна океана.
В повести «Курган» описан подземный мир К’нан, где помнят древние города, а также упоминаются Гнопх-Кехи.
В рассказе «Полярная звезда» упоминаются «Пнакотические рукописи».
В повести «Сомнамбулический поиск неведомого Кадата» описаны Дхолы — невидимые существа с щупальцами.
В рассказе «Артур Джермин» описывается древняя раса полуобезьян, которая жила в затерянном городе в Конго.